# Bahnhof Eschweiler-Weisweiler
Der Bahnhof Eschweiler-Weisweiler ist ein Bahnhof im Stadtteil Weisweiler der Stadt Eschweiler in der Städteregion Aachen, der von der Euregiobahn bedient wird. Das ehemalige Bahnhofsgebäude lag unweit vom heutigen Bahnsteig.

## Geschichte
Der Bahnhof wurde am 1. Oktober 1873 auf der Bahnstrecke Mönchengladbach–Stolberg der Bergisch-Märkischen Eisenbahn-Gesellschaft als Bahnhof Weisweiler eröffnet. Lange Zeit war der Bahnhof Weisweiler für die lokale Industrie bedeutend. So zweigte hinter dem Bahnhof ein Anschlussgleis für das Weisweiler Elektrowerk und die Brikettfabrik ab. Ebenso bestanden Gleisanschlüsse für die Braunkohlengrube „Gewerkschaft Weisweiler“ und die Braunkohle Industrie AG (BIAG). Der Güterverkehr ist heute bis auf die Kalkmehl-Güterzüge zum Kraftwerk Weisweiler eingestellt. Die Übergabe erfolgt durch Dieselloks der Dürener Kreisbahn über den Übergabebahnhof Frenz. Hin und wieder werden diese Transporte auch von Lokomotiven der Neusser-Eisenbahn-Gesellschaft übernommen. In den 1980er Jahren wurde der Güterverkehr zur Weisweiler Brikettfabrik und zum Elektrowerk Weisweiler eingestellt; zusätzlich wurde Ende der 1980er Jahre das Fahrdienstleiterstellwerk Wf abgerissen. Am 1. Januar 1992 übernahm die Busverkehr Rheinland GmbH den Bahnbusverkehr.
Wie alle anderen Stationen an der Talbahn-Strecke wurde der Bahnhof nach 110 Jahren des Betriebs am 22. Mai 1983 für den Personenverkehr stillgelegt. Die Gleisanlagen im Bahnhof sind bis auf das Streckengleis weitestgehend entfernt worden. Ebenso wurde Ende der achtziger Jahre das Fahrdienstleiterstellwerk Wf abgerissen.

## Reaktivierung
Zwei Jahre verspätet wurde der Stationsstandort Weisweiler zum Haltepunkt zurückgebaut und am 11. September 2004 als Euregiobahn-Halt Eschweiler-Weisweiler durch die EVS Euregio Verkehrsschienennetz reaktiviert. Mitte 2005 wurde das Bahnhofsgebäude wegen der als Umgehungsstraße neu gebauten Bundesstraße 264 abgerissen. Am 14. Juni 2009 wurde die neue Bahnstrecke Eschweiler-Weisweiler–Langerwehe in Betrieb genommen. Im Rahmen der Bauarbeiten wurde der Haltepunkt im Jahr 2007 wieder zum Bahnhof, da eine Möglichkeit zur Zugkreuzung durch ein zweites Gleis geschaffen wurde.
Bei der Hochwasser Katastrophe in West- und Mitteleuropa am 15. Juli 2021 wurde der Bahnhof, wie auch andere Teile der Bahnstrecke Langerwehe – Eschweiler-Weisweiler – Eschweiler Talbahnhof – Stolberg, teils stark getroffen.
Der Bahnhof wurde aufgrund der örtlichen Nähe zur Inde, überflutet und es wurden technische Anlagen beschädigt. Der Zugverkehr konnte ab dem 12. Dezember 2021 in Richtung Langerwehe, wieder aufgenommen werden. Seit dem 7. Februar 2022 ist die Strecke bis Eschweiler Talbahnhof wieder nutzbar. Die vollständige Instandsetzung der Strecke bis Stolberg Hbf ist für Mitte bis Ende 2023 angesetzt.

## Verkehr
| Linie | Linienverlauf | Takt   |
| ----- | --- | ------ |
| RB 20 | Euregiobahn: Stolberg (Rheinl) Hbf – Eschweiler-St. Jöris – Alsdorf-Poststraße – Alsdorf-Mariadorf – Alsdorf-Kellersberg – Alsdorf-Annapark – Alsdorf-Busch – Herzogenrath August-Schmidt-Platz – Herzogenrath-Alt-Merkstein – Herzogenrath – Kohlscheid – Aachen West – Aachen Schanz – Aachen Hbf – Aachen-Rothe Erde – Eilendorf – Stolberg (Rheinl) Hbf – Eschweiler-West – Eschweiler Talbahnhof/Raiffeisenplatz – Eschweiler-Nothberg – Eschweiler-Weisweiler – Langerwehe – Düren (aufgrund von Hochwasserschäden längerfristig im Schienenersatzverkehr zwischen Stolberg Hbf und Eschweiler Talbahnhof) Stand: 30. April 2023 | 60 min |
| 28    | Alsdorf-Annapark – Schaufenberg – Siedlung Ost – Mariadorf – Hoengen – Warden – Kambach – Kinzweiler – Hehlrath – Röhe – Eschweiler Bushof – Rathaus – Herz-Jesu-Kirche – Weisweiler – Hücheln (– Langerwehe Bf – Langerwehe Schulzentrum) \|\| Mo–Fr von 5:40 bis 19:10 im 30-min-Takt, danach bis 21:12 stündlich, Sa von 7:12-16:10 im 30-min-Takt, danach bis 17:12 stündlich, So 2 Fahrten |        |
| 52    | (Hücheln – Weisweiler –) Eschweiler Südstraße – Rathaus – Eschweiler Bushof – Röhe – Talbot – Ludwig Forum – Aachen Bushof \|\| Mo–Fr 4 Fahrten morgens (HVZ) |        |
| 96    | Langerwehe Schulzentrum – Langerwehe Bf – Weisweiler Bf – Weisweiler Frankenplatz – Elektrowerk – Herz-Jesu-Kirche – Rathaus – Eschweiler Bushof \|\| Mo–Fr einzelne Fahrten |        |
| 98    | Weisweiler Gewerbegebiet IGP – Herz-Jesu-Kirche – Rathaus – Eschweiler Bushof \|\| Mo–Fr einzelne Fahrten |        |
| 294   | (Jülich Schulzentrum –) Walramplatz – Neues Rathaus – Jülich Bf/ZOB – Kirchberg – Viehöven – Schophoven – Merken – Inden/Altdorf – Lucherberg – Lamersdorf – Frenz – RWE/Kraftwerk – Weisweiler Frankenplatz – Weisweiler Bf \|\| Mo–Fr einzelne Fahrten an Schultagen |        |

Bahnhof Eschweiler-Weisweiler
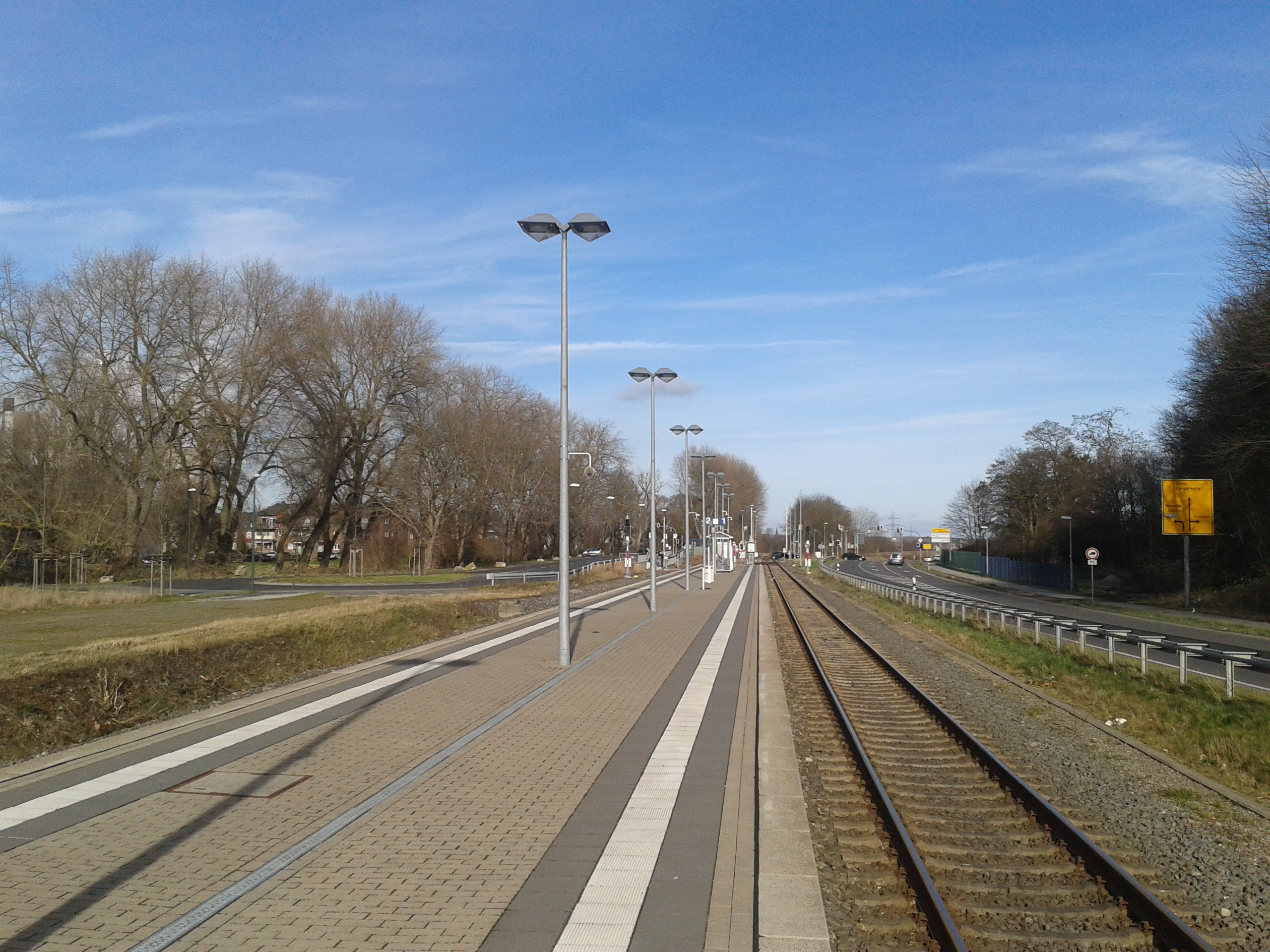
Blick vom Bahnsteigende im Februar 2014
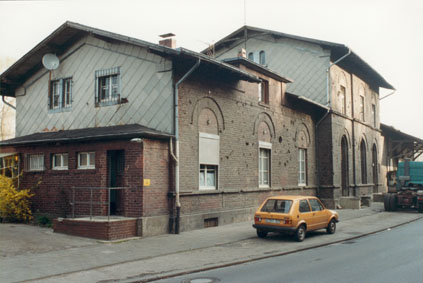
Mittlerweile abgerissenes Empfangsgebäude im November 2004
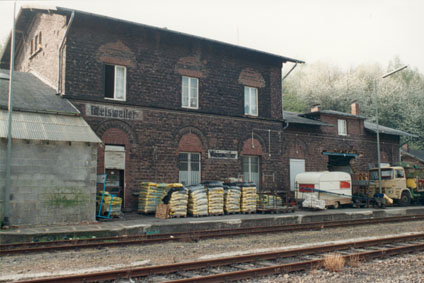
Rückseite mit Bahnsteig November 2004
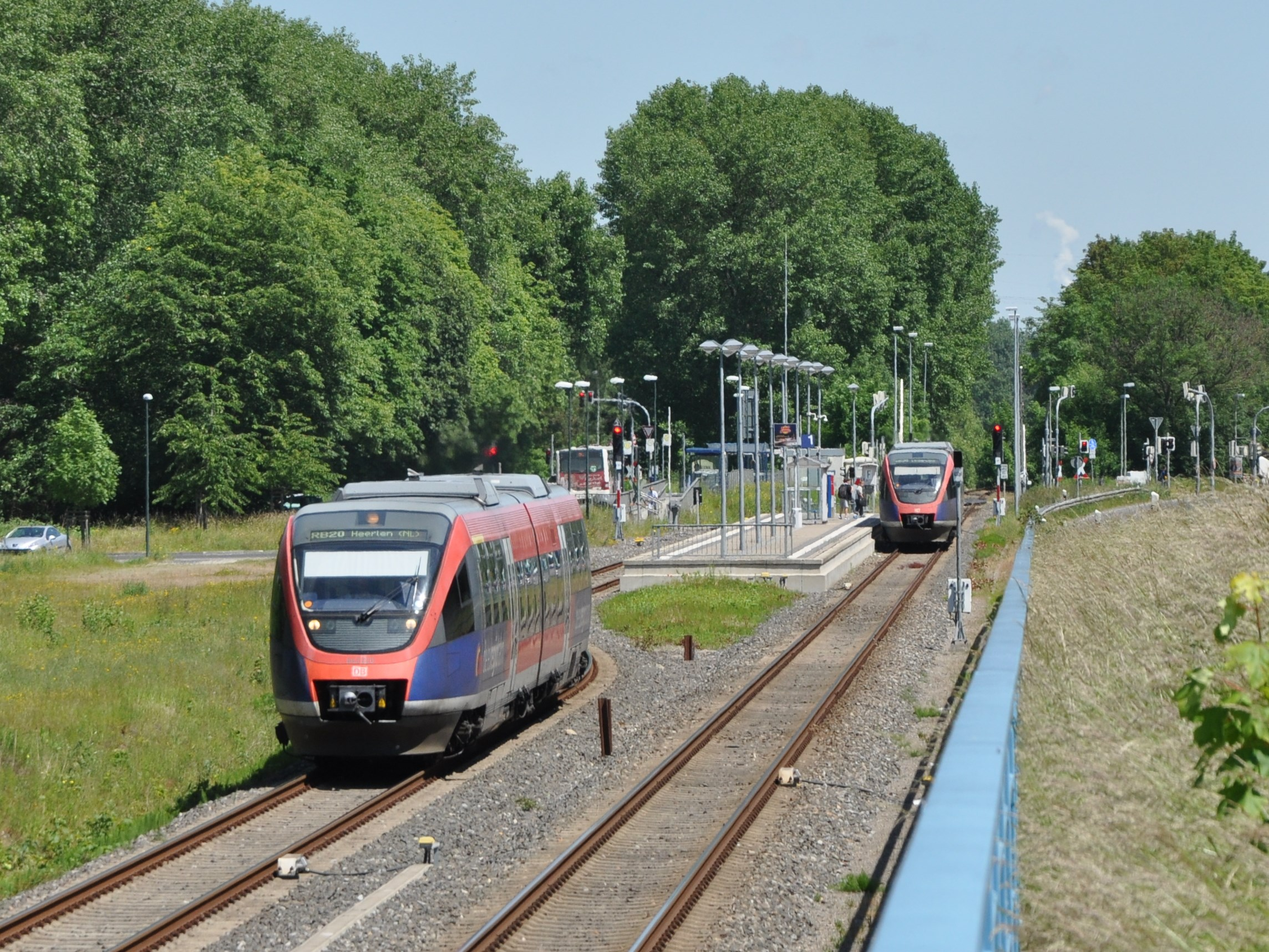
Heutiger Euregiobahn-Halt
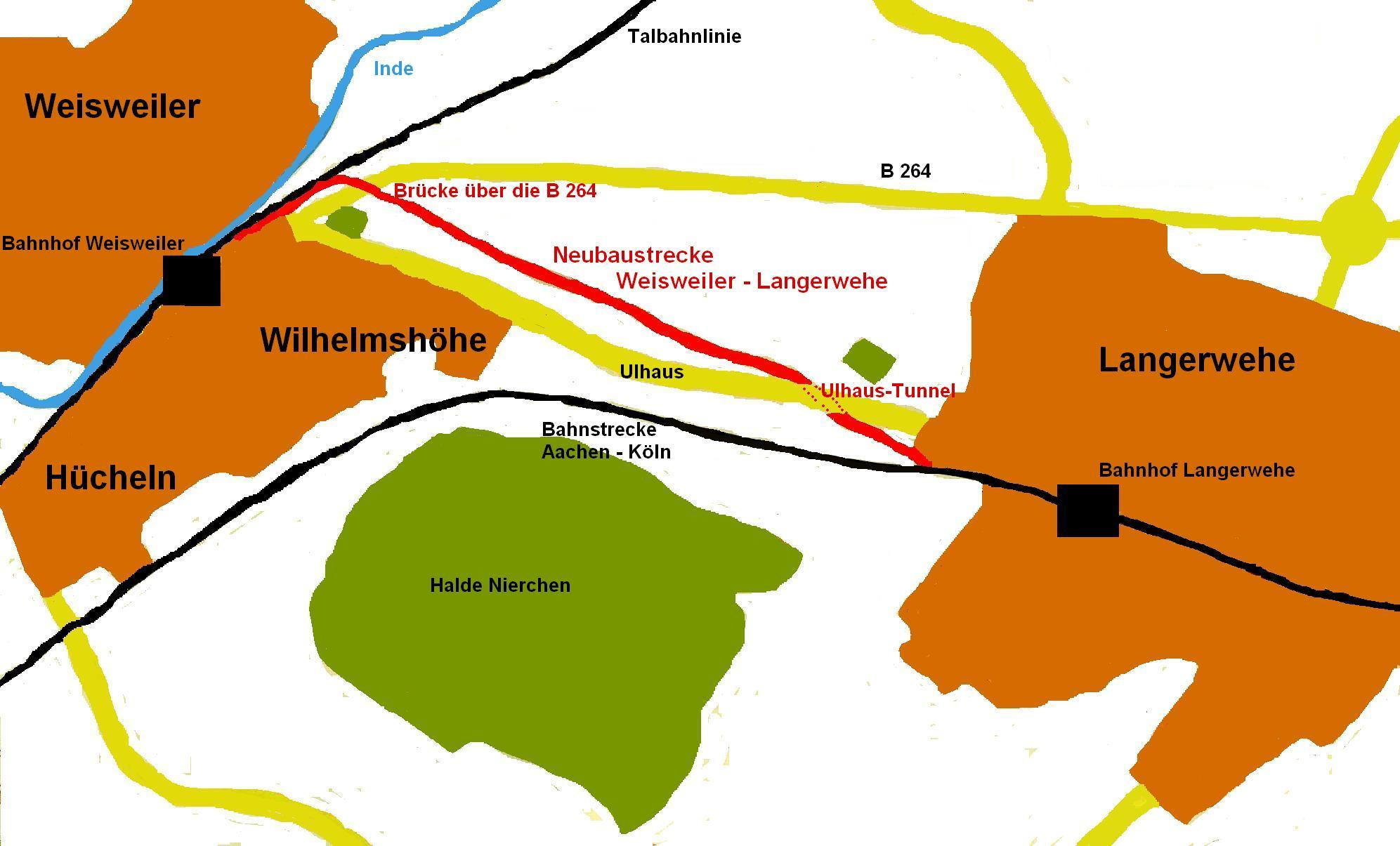
Verlauf der Neubaustrecke
Bahnhof Weisweiler mit Strecken 1910